# النهر البري
النهر البري (بالإنجليزية: The River Wild)‏ هو فيلم مغامرات أمريكي تم إنتاجه عام 1994 ومن إخراج كورتيس هانسون وبطولة ميريل ستريب ، كيفين بيكن، ديفيد ستراثيرن ، جون سي رايلي ، بنجامين برات و جوزيف مازيلو في دور رورك، تدور أحداث الفيلم حول عائلة في رحلة تجمع بين مجرمين عنيفين في البرية

## وصلات خارجية
- النهر البري على موقع IMDb (الإنجليزية)
- النهر البري على موقع روتن توميتوز (الإنجليزية)
- النهر البري على موقع نتفليكس (الإنجليزية)
- النهر البري على موقع قاعدة بيانات الأفلام العربية
- النهر البري على موقع ألو سيني (الفرنسية)
- النهر البري على موقع Turner Classic Movies (الإنجليزية)
- النهر البري على موقع أول موفي (الإنجليزية)
- النهر البري على موقع بوكس أوفيس موجو (الإنجليزية)
- النهر البري على موقع فيلمافينيتي (الإسبانية)
- النهر البري على موقع قاعدة بيانات الأفلام السويدية (السويدية)